# Varecia
Varecia é um gênero de primatas da família Lemuridae. São os maiores lêmures (em tamanho) existentes dentro da família Lemuridae. Como todos os lêmures, são encontrados apenas na ilha de Madagascar. Anteriormente era considerada como um gênero monotípico, mas atualmente duas espécies são reconhecidas: o Varecia-preto-e-branco, com suas três subespécies, e os Varecia-vermelhos.
Os lêmures Varecia são quadrúpedes diurnos e arborícolas, muitas vezes observados pulando através do dossel superior das florestas tropicais na porção oriental de Madagascar. São também os mais frugívoras dos lêmures malgaxe, e são muito sensíveis à perturbação do habitat. Varecias vivem em grupos com muitos machos e fêmeas e têm uma estrutura social complexa e flexível , descrita como de fissão-fusão. São altamente vocalicos, e têm chamadas estridentes.
Varecias são reprodutores sazonais e altamente incomuns em suas estratégias reprodutivas. Eles são considerados um "enigma evolutivo" pois são a maior das espécies existentes de lemurídeos, mas em contraposição, apresentam traços mais reprodutivos pelo fato de as fêmeas terem curto período de gestação (~ 102 dias) e grandes quantias de filhotes no parto (~ 2-3). Varecias também constroem ninhos para seus recém-nascidos (os únicos primatas que fazem isto), leva-os pela boca, e exibem um sistema de esconder os filhotes enquanto saem para caçar. Bebês são incapazes de se cuidar sozinhos, embora eles se desenvolvam de forma relativamente rápida, viajam de forma independente na natureza depois de setenta dias e atingem o tamanho adulto em seis meses.
Ameaçada por perda de habitat e a caça, varecias estão em via de extinção na natureza. No entanto, reproduzem facilmente em cativeiro, e têm sido gradualmente reintroduzido na natureza desde 1997. Organizações que estão envolvidas na conservação Varecia incluem o Durrell Wildlife Conservation Trust, o Lemur Conservation Foundation (LCF), a Madagascar Fauna Group (MFG), Monkeyland Primate Sanctuary na África do Sul, Wildlife Trust, e o Duke Lemur Center (DLC).

## Evolução
Nenhum registro fóssil de mamíferos existentes em Madagascar até tempos recentes foi encontrado. Por conseguinte, pouco se sabe sobre a evolução dos Varecias, muito menos para toda a ordem dos Lemuriformes, o que inclui a população de primata endêmico da ilha.
Embora ainda haja muito debate sobre as origens de lêmures em Madagascar, é geralmente aceito que um único evento, semelhante ao que trouxe macacos do Novo Mundo na América do Sul, ocorreu aproximadamente 50-80 milhões de anos atrás e permitiu lêmures ancestrais atravessar o Canal de Moçambique e colonizar a ilha, que já havia divisão da África (quando se juntou com o subcontinente indiano), aproximadamente 160 milhões de anos atrás. Esse acontecimento fez com que houvesse muita competição entre esses lêmures, o qual especiaram para preencher nichos abertos. Hoje, a fauna endêmicas de primatas de Madagascar, que inclui os varecias, permanece como um dos poucos representantes sobreviventes da subordem Strepsirrhini que outrora foram espalhados por todo Laurásia e África durante o Eoceno.

### Classificação taxonomica
O gênero Varecia, é um membro da família Lemuridae e aninhada na subfamília Lemurinae . Os três membros sobrevivente desta subfamília são os lêmures comumente visto em zoológicos: o lêmure-de-cauda-anelada, os lêmures-marrons e varecias. O gênero extinto, Pachylemur mais parecidos com os varecias morreram após a chegada de humanos. O gênero Varecia inclui duas espécies, Varecia- vermelho e o Varecia-preto-e-branco, tendo este último três subespécies.
- Família Lemuridae
  - Subfamilía Lemurinae
    - Gênero Lemur : os lêmures-de-cauda-anelada
    - Gênero Eulemur : os lêmures verdadeiros
    - Gênero†Pachylemur
    - GêneroVarecia
      - Varecia variegata, Varecia-preto-e-branco
        - Varecia variegata variegata, Varecia-preto-e-branco
        - Varecia variegata editorum, Varecia-preto-e-branco-do-sul
        - Varecia variegata subcincta, Varecia preto-e-branco com cintura branca

      - Varecia rubra, Varecia-vermelho

  - Subfamília Hapalemurinae: Lêmures do bambu

### Mudanças na taxonomia
Varecias, junto com várias espécies de lêmures marrons já foram incluídos no gênero Lemur. Em 1962, o nome varecia passou a ser um gênero.
O varecia-vermelho e o varecia-preto-e-branco foram reconhecidos como subespécie Varecia variegata rubra e Varecia variegata variegata, respectivamente. Em 2001, ambas foram elevadas ao status de espécie, uma decisão que mais tarde foi apoiada por pesquisa genética. Três subespécies do varecia-preto-e-branco, que tinham sido publicadas décadas antes, também foram notificadas como variegata, editorum e subcincta, embora isso não seja uma ideia totalmente conclusiva.
Subfósseis de duas espécies de lêmures extintos foram inicialmente classificadas no gênero Varecia. Encontrados em locais do Madagascar central e sudoeste, Varecia insignis V. jullyi  eram muito semelhantes aos modernos Varecias, porém eram mais robustos e assumiam um papel mais terrestre, e assim eram mais propensos à predação pelos primeiros colonizadores humanos. Estudos mais recentes têm mostrado que essas espécies extintas tinham uma dieta semelhante à dos varecias, e que também eram arborícolas na natureza. Foram demonstradas diferenças suficientes para merecer um novo gênero, o Pachylemur. Esses parentes próximos dos varecias modernos são nomeados atualmente de Pachylemur insignis e P. jullyi.

## Anatomia e fisiologia

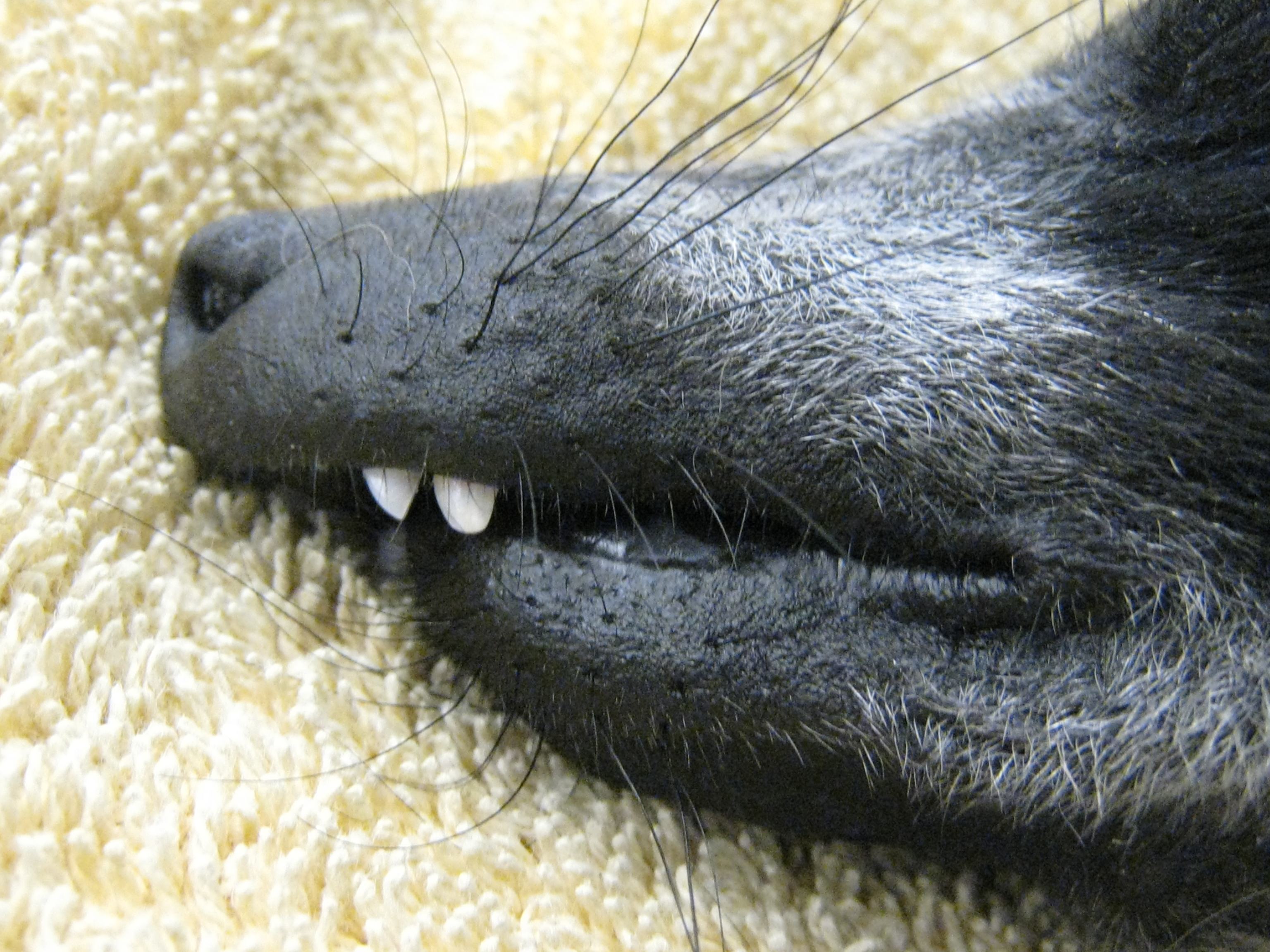
Dentes típicos da arcada dentária dos Varecias

Varecias são os maiores membros atuais da família Lemuridae, com um comprimento cabeça-corpo em média entre 43 a 57 cm e um comprimento de 100 a 120 cm, com peso variando de 3,1-4,1 kg. A cauda é grossa e peluda, e é mais longa do que o corpo, com média de 60 cm e 65 cm de comprimento e é usado principalmente para o equilíbrio enquanto se move através das árvores. Varecias não tem nem dimorfismo sexual nem dicromatismo sexual, e as fêmeas têm três pares de glândulas mamárias.

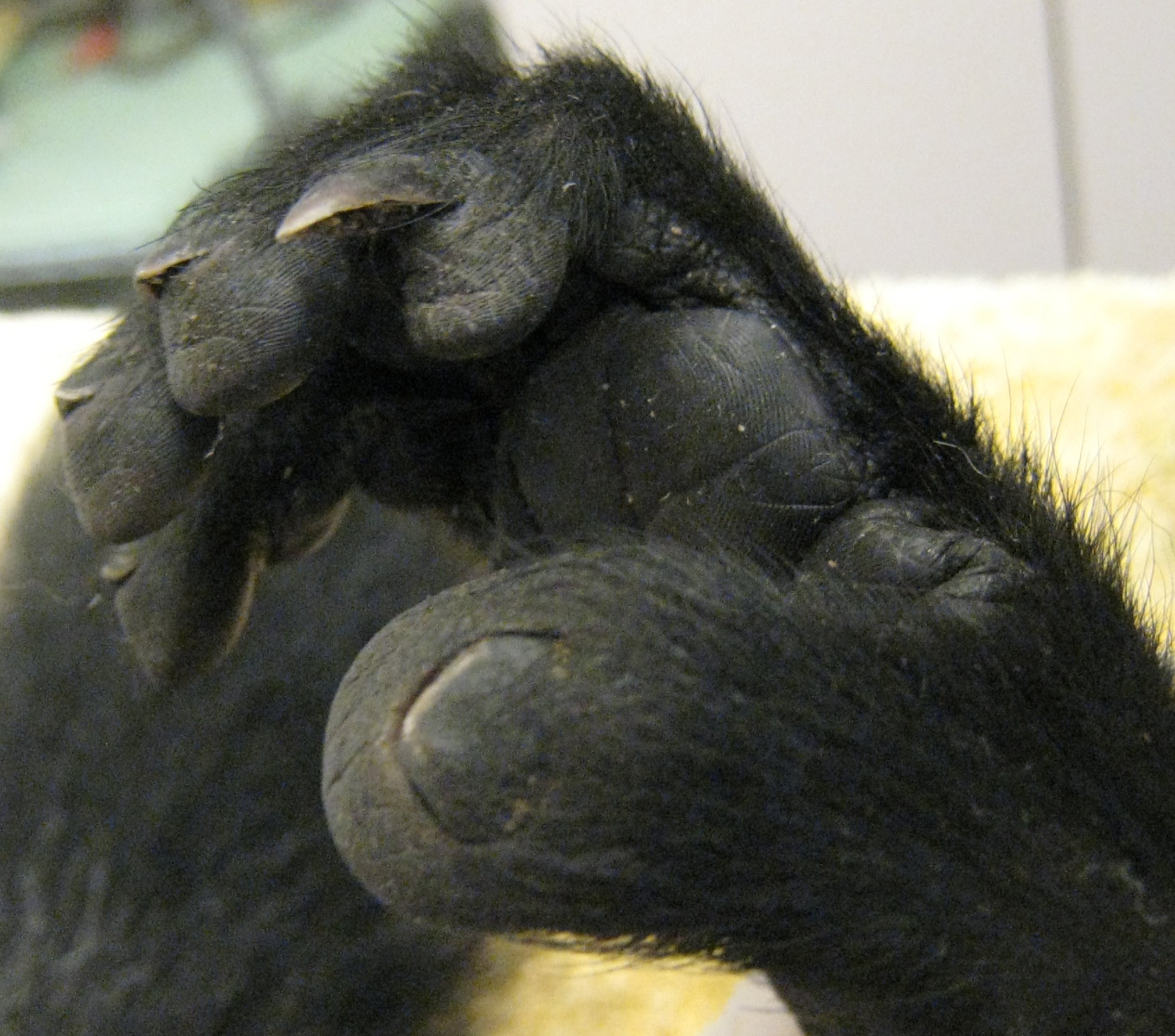
Pata mostrando a garra-higiênica da espécie

Varecia são caracterizados por seu longo focinho e dentes caninos que garante uma mordida mais forte e vigorosa. O rosto é quase preto, com "golas" peludas das orelhas até o pescoço. Dependendo da espécie, as "golas" são ou brancas (V. variegata) ou avermelhada profunda (V. rubra). Da mesma forma, a coloração do pêlo macio também varia dependendo da espécie, enquanto que o padrão de coloração varia de acordo com a subespécie nos varecias-preto-e-branco. Há também intermediários na variação de cor entre as duas espécies.
Como todos os lêmures, os Varecia tem adaptações especiais para limpeza, incluindo uma garra-higiênica em seu segundo dedo do pé, e um dente em formato de pente, que ajuda também na higiene.

### Locomoção
Varecias são considerados quadrúpedes arborícolas, com o tipo mais comum de movimentação, sendo em cima dos ramos das árvores. No dossel ficam pulando, agarrando-se verticalmente, comportamentos suspensivos também são comuns. O movimento bimanual e o bipedalismo são raramente vistos. Quando se move de árvore em árvore, varecias olham por cima do ombro enquanto estão agarrados aos ramos, e lançam-se no ar e logo agarram em outro galho de outra árvore e continuam a pular. Esse comportamento suspensivo é mais comum nos varecias que no outros lêmures. Quando varecias descem até o chão, continuam a mover de quatro, executando saltos envolvendo sua longa cauda.

## Ecologia
Sendo altamente arborícolas e os mais frugívoras dos lêmures, eles só prosperam em floresta primária, com grandes árvores frutíferas, onde passam a maior parte do tempo na parte superior da planta. Ao passar a maior parte do seu tempo na copa de árvores da floresta alta, estão a salvo de predadores, como a Fossa.
Varecias são ativos principalmente durante o dia (diurno), durante os quais se alimentam de frutas e néctar, muitas vezes utilizando posturas suspensivas ao alimentar. As sementes da fruta que comemos passam por suas trato digestivo e são propagadas em toda a floresta por meio de suas fezes, ajudando a garantir o crescimento de um ecossistema florestal saudável. Esses lêmures são também importantes polinizadores da árvore-do-viajante (Ravenala madagascariensis). Sem destruir a inflorescência, lambem o néctar do interior de flor usando seus longos focinhos e a língua. A coleta e transferência de pólen em seus focinhos e peles de planta para planta trazem um resultado da co-evolução.

### Extensão territorial e habitat

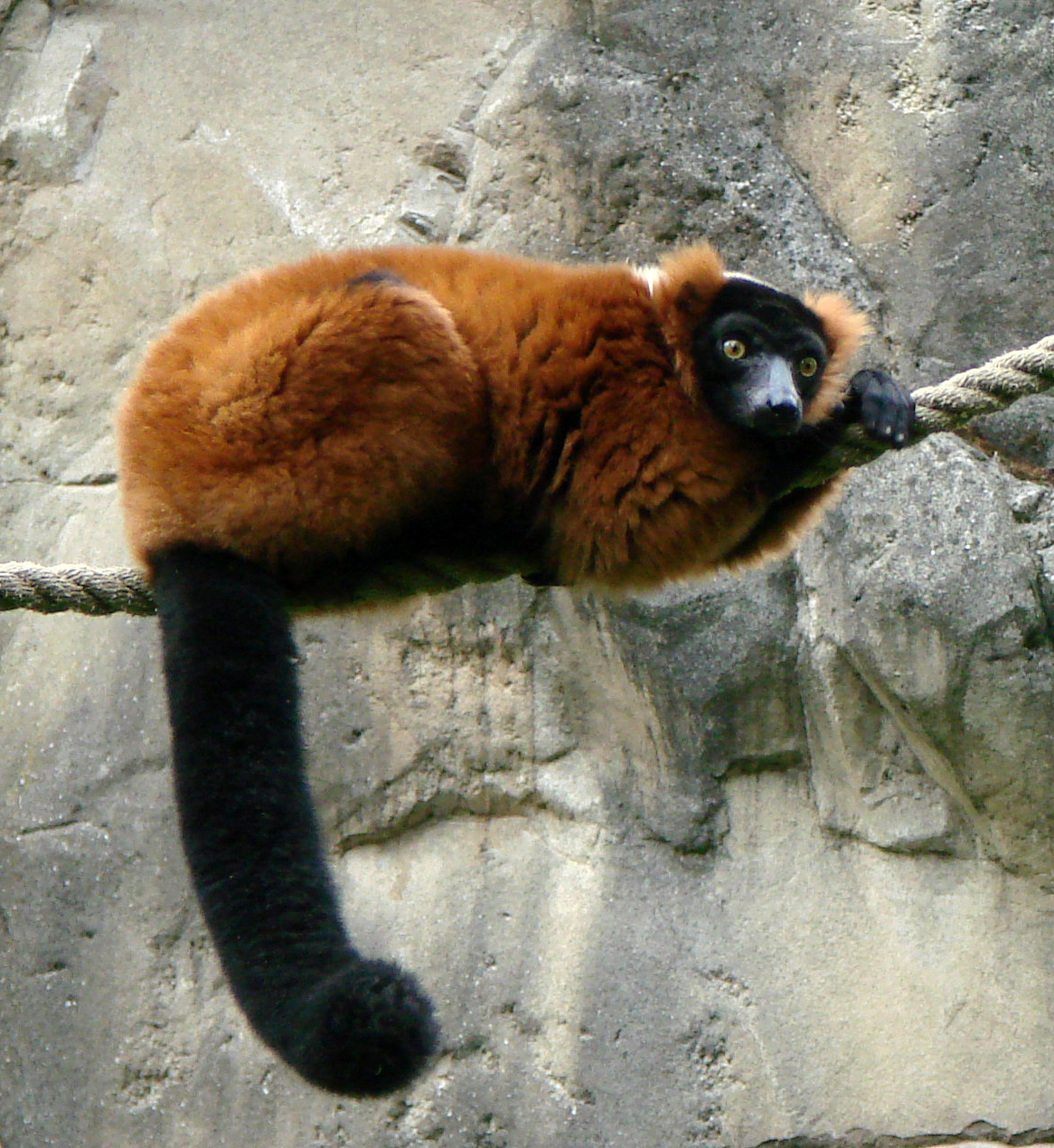
Varecia-vermelho (V. rubra)

Como todos os lêmures, este gênero é encontrado apenas na ilha de Madagascar. Confinados à ilha de florestas tropicais sazonais da parte oriental, é incomum encontram alguma animal fora dessa extensão, que historicamente correu da Península Masoala no nordeste para o Rio Mananara no sul. Hoje, o varecia-preto-e-branco tem uma extensão muito maior, embora muito desigual, do que a extensão do varecia-vermelho, estendendo-se ligeiramente a noroeste de Maroantsetra, em baía de Antongil, no norte ao longo da costa do Rio Mananara perto de Vangaindrano no sul. Além disso, a população concentrada de varecias-preto-e-branco, da subespécie Varecia variegata subcincta, também podem ser encontrados na reserva da ilha Nosy Mangabe na baía de Antongil. Suspeita-se que essa população foi introduzida na ilha em 1930. varecia-vermelho, por outro lado, tem um alcance muito limitado na Península Masoala.
Historicamente, a confluência do Rios Vohimara e Antainambalana pode ter sido uma zona de hibridação entre estas duas espécies, embora nenhum resultado conclusivo indicou tal cruzamento de espécies. Em geral, o Rio Antainambalana isola os varecias-vermelhos da subespécie vizinha: varecias-preto-e-branco, V. v. subcincta. A subespécie V. v. variegata pode ser encontrada mais ao sul, e V. v. editorum é a subespécie meridional. Os intervalos dessas duas subespécies do sul sobrepõem e formas intermediárias são relatadas a existir, embora isso não tenha sido confirmado.
As florestas tropicais em que vivem estes animais são sazonais, com duas estações principais: a quente e chuvosa (novembro a abril), e a fria e seca (maio a outubro). O habitat principal para ambas as espécies, em qualquer estação , é nas copas das árvores, onde passam a maioria do seu tempo de 15 à 25 m acima do solo. Com a disponibilidade dos recursos que estão sendo semelhantes independentemente do local, há pouca ou nenhuma diferença no uso de árvores entre as espécies. De setembro a abril, mais fruta está disponível, assim que as fêmeas preferem os cipós nas copas das árvores. Ambos os sexos utilizam os ramos inferiores, principalmente durante a estação quente e chuvosa. As copas das árvores são predominantemente utilizadas a partir de maio até agosto, quando as folhas jovens e as flores são abundântes.

### Relações simpátricas
As espécies de lêmures que se segue pode ser encontrada dentro da mesma escala geográfica com os varecias:
- Cheirogaleus major
- Lêmure-grisalho-do-bambu, Hapalemur griseus griseus
- Lepilemur mustelinus
- Sifaka, Propithecus diadema
- Lêmure-marrom, Eulemur fulvus
- Lêmure-de-barriga-vermelha, Eulemur rubriventer
- Lêmure-lanoso-oriental, Avahi laniger
- Indri, Indri indri
- Pequeno-lêmure-marrom, Microcebus rufus
- Aye-aye, Daubentonia madagascariensis
- Lêmure-da-cabeça-branca Eulemur albifrons

Varecias ou demonstram dominância sobre os recursos alimentares da floresta ou dividem esses recursos usando diferentes estratos da floresta. Eles são dominantes sobre os lêmures-de-barriga-vermelha, enquanto os lêmure-grisalho-do-bambu evitam encontrar-los todos juntos. Lêmures-da-cabeça-branca, por outro lado, utilizam o sub-bosque e o dossel inferior, abaixo de 15 m, enquanto os varecias utilizam o dossel superior, acima de 15 m. Brincadeiras entre filhotes de varecias e lemurês-da-cabeça-branca já foram observadas.

## Comportamento
Varecias, em média, gastam 28% do dia se alimentando, 53% descansando e 19% viajando de galho em galho, embora as diferenças de durações entre repouso e alimentação foram observadas entre machos e fêmeas, com menores intervalos de tempo em descansar e maiores intervalos de alimentação para as fêmeas. Eles são diurnos, apesar do pico de atividade ocorrer durante o início da manhã, fim da tarde ou a noite, e o descansamento ocorre geralmente por volta do meio-dia. Quando em repouso, varecias frequentemente sentam curvados ou eretos. Eles também são freqüentemente vistos de bruços sobre um braço ou em posição para pegar sol com as pernas estendidas. Quando alimentando, muitas vezes penduram-se de cabeça para baixo em suas patas traseiras, um tipo de comportamento suspensivo, o que lhes permite chegar a frutas e flores.
Sendo altamente arborícolas, eles gastam a maior parte do seu tempo na copa alta durante todo o dia. Varecias gastam a maior parte de seu tempo entre 15 a 20 m acima do chão da floresta, seguido por 20 a 25 metros, e menos vistos em alturas de 10 a 15 metros. Durante a estação quente, vão deslocando-se para a partes inferiores do dossel para ajudar a regular a temperatura corporal. Na estação fria, esses animais são menos ativos e podem dedicar 2% do seu tempo de descanso para banhos de sol para aquecer.
Pesquisas de campo mostraram que o tamanho do grupo, sistemas sociais e o comportamento territorial variam muito, e pode ser bastante afetados pela distribuição de alimentos. É de consenso que o sistema social de varecias é o de um macho ter várias fêmeas como parceiras sexuais, e o mesmo com as fêmeas, que tem muitos machos como parceiros sexuais, além de a sociedade ser de fissão-fusão. Entretanto algumas populações de varecias-preto-e-branco têm sido relatadas como monogâmicas. Esta flexibilidade social é suspeita de melhorar a capacidade de sobrevivência, apesar de uma ecologia alimentar inflexível.

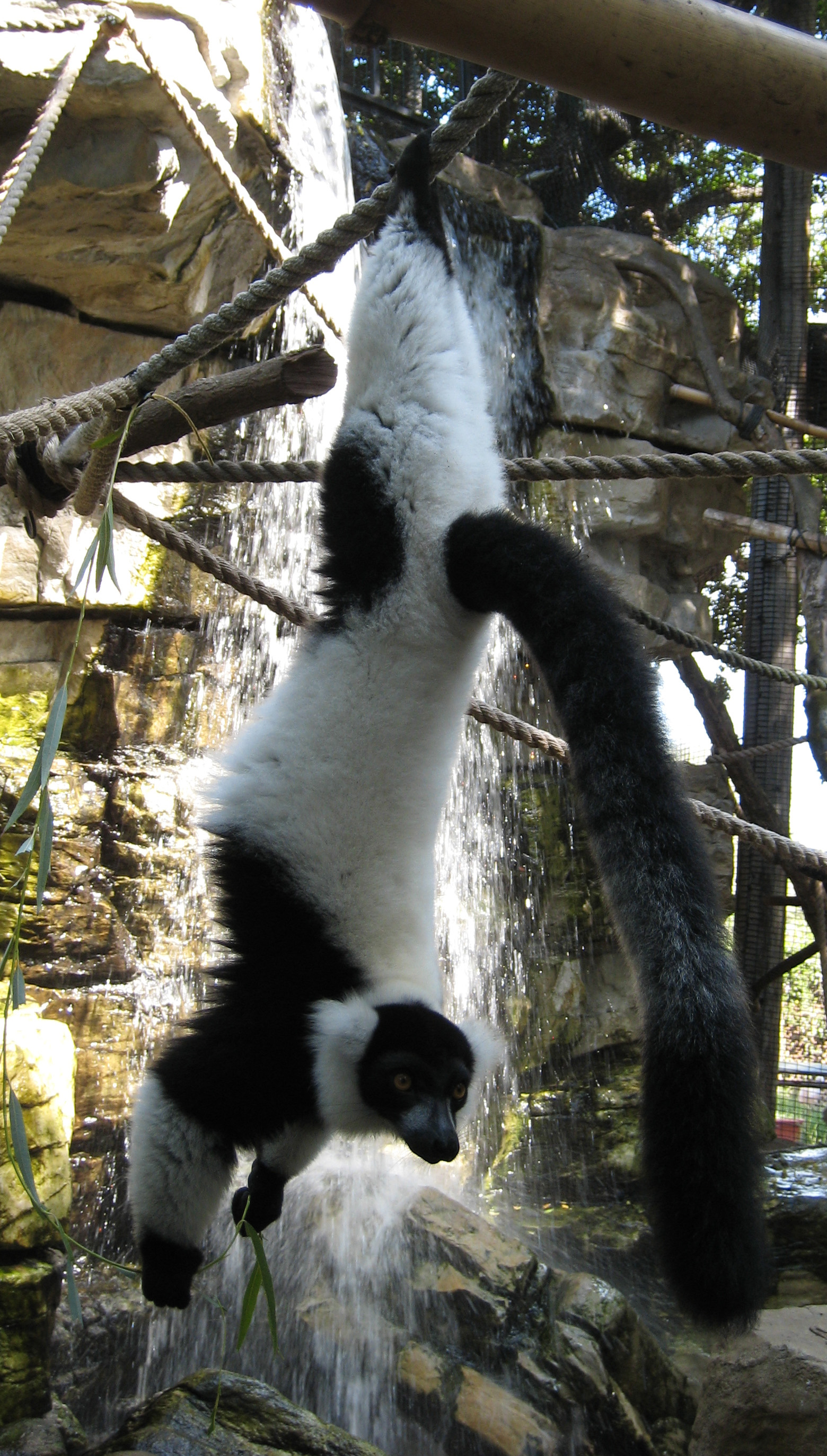
Alimentação suspensória do Varecia-preto-e-branco (Varecia variegata)

### Dieta
Sendo a maioria dos membros frugívoros da família Lemuridae, consumindo uma média de 74-90% de fruta, os varecias também consomem néctar (4-21%), e completam o resto da sua dieta com folhas jovens (3-6% ), folhas maduras (1%), flores (3-6%), e algumas sementes. Varecias também vêm à terra para comer fungos, e até terra (geofagia).
A maioria de sua dieta é composta de poucas espécies de plantas comuns, com algumas espécies que forneçam mais de 50% da dieta. Fig, uma espécie do gênero Ficus, por exemplo, são responsáveis por 78 % da dieta frugívora dos varecias-vermelhos na península de Masoala. Apesar de espécies de plantas e dietas variarem conforme o local, as plantas alimentares mais comuns incluem a:
- Canarium
- Cryptocarya
- Ocotea
- Ravensara (Família Lauraceae)
- Ficus
- Eugenia / Syzygium
- Grewia

As árvores de fruta não parecem ser selecionadas por espécie, mas pela disponibilidade e acessibilidade dos frutos comestíveis.  E, apesar de uma predominância de poucas espécies vegetais na dieta do varecia, o restante de sua dieta consiste em entre 80 e 132 outras espécies de 36 famílias de plantas.
A disponibilidade de alimentos reflete a sazonalidade das florestas em que vivem. Durante a estação quente, frutas, flores e folhas jovens são mais abundantes, enquanto que a estação fria e úmida oferece somente folhas mais jovens e as flores. Apesar disso, há mudança de hábitos alimentares entre as estações, exceto as fêmeas, que irão consumir maiores teores de proteína , itens de baixo quantia de fibras, como folhas e flores, durante a gravidez e lactação, a fim de compensar os custos de energia da reprodução. O néctar está disponível apenas esporadicamente, mas ainda constitui uma importante fonte de alimento. O néctar da árvore-do-viajante (Ravenala madagascariensis) é a favorita dos varecias.

### Sistemas sociais
A organização social dos varecias é amplamente variável tanto em organização de grupo quanto a composição do grupo, embora nenhuma diferença notável pode ser vista entre as duas espécies desse gênero. Varecias são geralmente descritos como grupos de animais poligâmicos e com estrutura social do tipo fissão-fusão, embora esse tipo descrição possa mudar de acordo com a localização e a época.
Em um estudo feito na Península Masoala em varecias-vermelhos três níveis de organização foram identificados e definidos: as comunidades, os grupos de base, e subgrupos. Comunidades são indivíduos que regularmente são filiados uns com os outros, mas raramente com coespecíficos fora da comunidade. Apesar de toda a comunidade viver com grupos de muitos machos e muitas fêmeas dentro de uma área, todos os indivíduos nunca são vistos no mesmo local ao mesmo tempo. Em vez disso, formam redes sociais com indivíduos dispersos, e alguns grupos centrais, mais importantes. Os grupos principais são indivíduos que compartilham a mesma área de um território da comunidade durante todo o ano. Esses grupos, normalmente, compostos de duas fêmeas reprodutivas, assim como os machos reprodutores e subadultos, variam em tamanho de 2 a 9 indivíduos. Fêmeas dentro dos grupos são cooperativas. Subgrupos, por outro lado, variam diariamente em tamanho, composição e duração, e são constituídos por indivíduos iguais aos grupos principais da comunidade em algumas estações e épocas. É a partir da consistentes mudanças diárias nestes subgrupos que ocorrem durante todo o ano, assim como as formações sazonal de novos grupos, que demonstram a fissão-fusão da natureza e da estrutura social dos animais do gênero varecia.

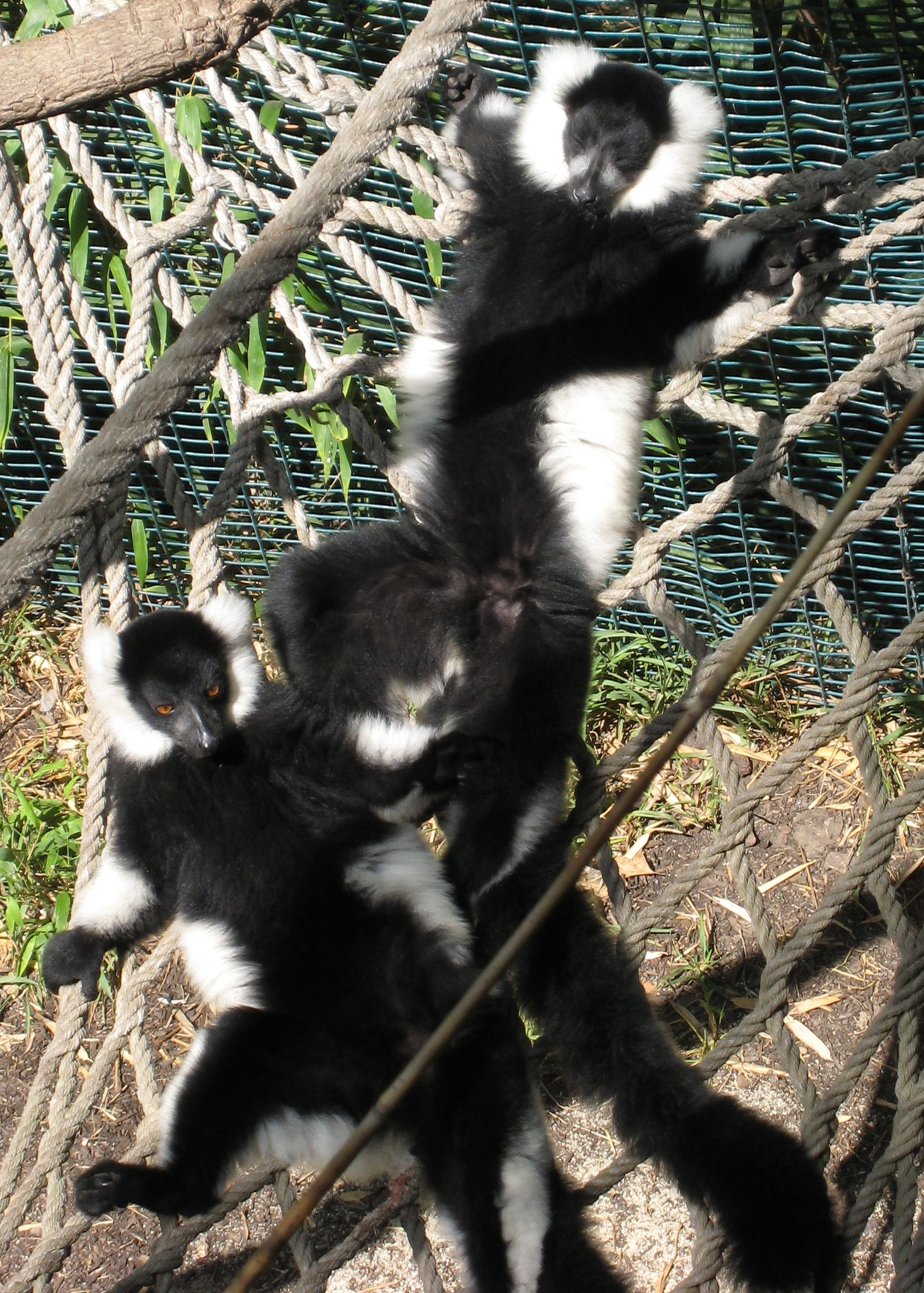
alt =Two juvenile Black-and-white Ruffed Lemurs lying on their backs on a rope hammock in the sun, with arms and legs outstretched and eyes closed

Em outro estudo feito em Nosy Mangabe com varecias-preto-e-branco um quarto nível de organização foi definida: a dos afiliados. Filiais são indivíduos com mais persistentes laços sociais e interações mais freqüentes, geralmente dentro de um grupo principal da comunidade, mas às vezes também entre membros de um subgrupo. As fêmeas adultas geralmente tinham muitos filiados, enquanto que os machos adultos raramente interagiam com animais da mesma espécie, vivendo uma existência mais solitária.
Estudos anteriores relataram outras organizações sociais nos varecias que incluiam pares de lêmures monogâmicos. Isso pode acontecer em prazos específicos de tempo, e por isso alguns outros estudos sazonais, estão levando em conta o clima e a estação para ver se estes tem alguma relação com o comportamento dos varecias nas comunidades. Por exemplo, durante a estação fria e chuvosa, que coincide com a época de reprodução, as interações entre os grupos principais dentro de uma comunidade são significativamente reduzidos. Durante esse tempo, alguns subgrupos chegam a compor-se de apenas uma fêmea madura, um macho adulto, e às vezes um filhote. Isso pode ser interpretado como o par de lêmures monogâmicos acima referido.
Não somente a composição do grupo, mas o comportamento que eles têm também podem apresentar variabilidade de acordo com a época e a estação. Durante a estação chuvosa e quente, as fêmeas variam amplamente na sua organização, pois podem estar isoladas ou em grupos de até 6 indivíduos. Na época de frio e seca, grupos menores estabilizam a fim de ocupar áreas concentradas. Por isso, durante as estações quando a fruta é abundante os números de indivíduos nos subgrupos é grande, enquanto quando há excassez de alimento, a quantia de indivíduos nos subgrupos é pequena. Isto sugere que, embora a alimentação é inflexível, ela está vinculada diretamente com a organização dos varecias, e a determinação do comportamento dos grupos também.
Os termos de estrutura de dominação social dos varecias não são tão definidos como de outras sociedades de lêmures, onde a dominância feminina é a norma. Embora seja historicamente relatado que "os machos eram subordinados às fêmeas", especialmente em cativeiro e no estado selvagem. As populações dos varecias não pode ser definitivamente denominadas como matriarcais, devido à variação inter-grupo.
Há também a diferença social entre machos e fêmeas. As fêmeas geralmente têm muitas filiais e vínculo forte com outras fêmeas, tanto dentro como fora dos seus grupos, mas não são afiliadas com indivíduos fora do alcance da comunidade, exceto durante o acasalamento. Os machos, por outro lado , são mais solitários, interagem com apenas com um par de animais da mesma espécie, têm fracos laços sociais com outros machos e, raramente, associam com outros lêmure fora do seu grupo. Além disso, estudos de campo sugerem que as fêmeas desempenham um papel importante de defesa da sua família. Os machos interagem pouco em disputas no grupo, e o mecanismo mais útil usado é a marcação de territórios com suas glândulas odoríferas.
O tamanho da comunidade ou do território pode variar amplamente, de 16 a 197 hectares, enquanto a dimensão do grupo pode variar de um único par de 31 indivíduos. A densidade populacional é também visivelmente variável. Estas diferenças territoriais podem ser atribuídas a diferentes níveis de proteção e grau de degradação ambiental. Com uma melhor proteção e um ambiente menos degradado, resulta-se em uma maior densidade populacional e uma tamanho de comunidade mais moderado. (A duração e a sazonalidade dos estudos envolvidos também podem ter contribuído para as estimativas serem de menos indivíduos e menores comunidades. Um estudo realizado na Reserva Betampona, por exemplo, observou pares monogâmicos com dois a cinco filhotes, mantendo uma extensão territorial de 16 a 43 hectares. Grupos de varecias em Ambatonakolahy representam cerca de 10% da comunidade global e mostrou uma estreita relação do tamanho da população no local com a localização das maiores árvores frutíferas.
A distância média diária de viagem dos varecias varia de 436 a 2.250 metros, com média de 1.129 metros  por dia. Padrões de atividade dentro da comunidade variam por sexo e por temporada. Os machos geralmente ficam mais próximos dos grupos durante a época seca e gelada, enquanto que as fêmeas só se limitam aos grupos durante a estação quente. Fêmeas viajam mais, logo depois do parto, e fica cada vez maior a distância média de viagem em dezembro, quando começam a deixar seus filhos com outros membros da comunidade, enquanto procuram comida. O pico de viagem das fêmeas é quando está na época quente e chuvosa. Tanto o nível de atividade e a atividade reprodutiva pode ser resumido na tabela a seguir.
| Estação                 | Meses            | Estágio | Ciclo reprodutivo              | Atividade das fêmeas                                                                 | Atividade dos machos         |
| ----------------------- | ---------------- | ------- | ------------------------------ | ------------------------------------------------------------------------------------ | ---------------------------- |
| Quente, estação chuvosa | Novembro – Abril | Início  | Educação dos filhotes          | Aumentando a distância percorrida & deixando os filhotes com outros membros do grupo | Permanece no grupo principal |
| Quente, estação chuvosa | Novembro – Abril | fim     | Educação dos filhote           | Expande a distância percorrida em volta da área do grupo principal                   | Permanece no grupo principal |
| Fria, estação seca      | Maio – Outubro   | início  | estação de namoro,acasalamento | Permanece no grupo principal                                                         | Permanece no grupo principal |
| Fria, estação seca      | Maio – Outubro   | fim     | Gestação e nascimento          | Permanece no grupo principal & constrói os ninhos para os filhotes                   | Permanece no grupo principal |

Embora os machos demonstram pouco envolvimento em disputas territoriais entre comunidades vizinhas,e comunidades de varecias vizinhas, as fêmeas defendem o grupo contra as fêmeas do outro grupo. Esses conflitos ocorrem principalmente durante a estação quente e chuvosa, quando os recursos são mais abundantes e ocorrem perto dos limites de distintas comunidades. O espaçamento das comunidades opostas é mantida pela marcação e pela comunicação vocal. Varecias são conhecidos por sua alta e estridentes chamadas que são respondidas por comunidades vizinhas e subgrupos dentro da mesma comunidade.
Durante encontros agonísticos entre as comunidades, os indivíduos buscam principalmente marcar os lugares com suas glândulas odoríferas, gritar, e às vezes contato físico pode ser visto. Outras reações podem se ôpor se comparar o comportamento deste animal quando cativo e quando solto na área selvagem. Essa comparação é feita no quadro abaixo:
|                                          | Comportamento selvagem | Comportamento em cativeiro |
| ---------------------------------------- | --- | --- |
| Comportamentos agressivos ou agonísticos | - Ataques - Bofetadas - Agarradas - Perseguições | - Olhar fixo - Investida - Perseguições - Soco - Bofetadas - Bofeteadas (finjidas, que não acertam o oponente) - Saltos - Ataques - Empurrões - Mordidas |
| Comportamento submisso                   | - Gritos rápidos | - Gritos rápidos - Movimentos rápidos com o corpo - Movimentos com a cabeça - Récuos/esquivos - Caretas - Afastamento - Fuga - Salto para trás           |
| Comportamento com seus afiliados         | - Comprimentação das fêmeas - Diversão - Interações sociais - Gritos e inspeção das glândulas anogenitais (em machos, somente na época de acasalamento) | - Movimento do grupo - Juntando-se com contato corporal - Comprimentando com cheiros - Brincam solitários - Interação social                             |

Alguns comportamentos de filiação são sazonais ou gênero-específicos, como a abordagem do sexo masculino e o a inspeção das glândulas anogenitais nos machos durante a época de acasalamento. Outro exemplo é o comportamento de saudação do sexo feminino, onde duas fêmeas usarão suas glândulas anogenitais para marcar a costa uma da outra, saltar uma sobre a outra e emitem altas vocalizações. Esses comportamentos não são vistos durante o final da estação fria, seca ou em torno de gestação. A freqüência de outros comportamentos de filiação pode ser afetada pela idade. Todos os varecias com mais de 5 meses de idade tendem a brincar mais que os adultos.

## Habilidades cognitivas
Historicamente, poucos estudos da cognição têm sido realizados com primatas strepsirrhini, incluindo varecias. Entretanto, um estudo na Reserva de lêmures da cidade de Myakka demonstrou que varecias, juntamente com vários outros membros da família Lemuridae, poderiam entender os resultados de operações aritméticas simples.

## Comunicação

### Comunicação olfativa
Tal como acontece com todos os primatas prossímios, a comunicação olfativa é amplamente utilizada pelos varecias. Utilizam o olfato tanto para defesa (marcando territórios), como reconhecimento, bem como a saudação do sexo feminino. Os cheiros demonstram o sexo, localização e identidade dos varecias.
Fêmeas marcam com cheiro usando predominantemente a sua glândula anogenital, através de esfregões da região anogenital ao longo de superfícies horizontais, como galhos de árvores. Os machos, por outro lado, usam as glândulas em seu pescoço, focinho e peito, abraçando superfícies horizontais e verticais e esfregando-se sobre elas. Ambos marcarão os locais para demonstrar domínio sobre o território na maioria das vezes, ou até mesmo, como modo de distinguir o sexo.
Na saudação, as fêmeas pulam uma sobre a outra, e nesse movimento, elas esguinxam o hormônio (cheiro) nas costas da outra.

### Comunicação Auditiva
Varecias são altamente vocálicos, com um extenso repertório vocal, com chamadas a serem utilizadas em múltiplos contextos. As chamadas também variam sazonalmente. Durante a estação quente e chuvosa, os gritos são altos e estrindentes, e servem para unir o grupo, delimitar o espaço entre os membros, e organiza-los. Esses gritos podem ser ouvidos até 1 quilómetro de distância.
Varecias utilizam gritos diferentes para especificar se há predatores no solo e predadores aéreos. Por exemplo, há um rugido para alertar o grupo que há um predator áereo no local, e há um grito diferente para comunicar que há algum predator no solo. Esses gritos fazem os varecias procurarem locais seguros para se proteger, e além disto, esse lêmures passam o grito adiante, alertando uma grande massa de varecias.
Em cativeiro, as vocalizações dos varecias foram estudadas e divididas em três grupos gerais: alto, médio e chamadas de baixa amplitude.
| Chamada                              | Função |
| ------------------------------------ | --- |
| Grito/rugidos ouvirⓘ                 | - Comunicação com o grupo e espaçamento dos membros - Comunicação com o grupo (outras funções desconhecidas) |
| Grito bruto ouvirⓘ                   | - Distúrbios no grupo - Promove espaçamento do grupo - Aviso de predator áereo                               |
| Grunido pulsado ouvirⓘ               | - Aviso de predator terrestre - Indica excitação do grupo - Chama o grupo para ir junto                      |
| Gemido ouvirⓘ (V. variegata somente) | - Avisa fim da excitação do grupo - Chama o grupo para se unir                                               |
| Zurro ouvirⓘ                         | - Serve como grito de acasalamento (somente machos )                                                         |
| Grasnido ouvirⓘ                      | - Serve como grito de acasalamento (somente machos)                                                          |

O conhecido grito/rugido é espontâneo, ocorre mais frequentemente durante o período de alta atividade, além de ser contagioso, envolvendo a participação de todos os varecias da associação comunitária, incluindo crianças 3 a 4 meses de idade. Os gritos brutos também são mais comuns durante alta atividade e além de alertar os membros do grupo por uma presença de um predador aéreo, provavelmente eles também ajudam a manter o contato com indivíduos fora do alcance visual ou indicar uma resposta agressiva/defensiva para uma perturbação. Na natureza, ambas as chamadas são emitidas mais durante a estação quente e chuvosa, devido o aumento da atividade com o grupo. Todos gritos de alta amplitude são dados pelos varecias com uma postura corporal "ereta".
| Chamada                                        | Função |
| ---------------------------------------------- | --- |
| Resmungo ouvirⓘ                                | - Alerta o grupo para um estágio de menor perturbação - Anuncia a aproximação de um indivíduo              |
| Bufo-resmungando ouvirⓘ                        | - Aviso de predator terrestre                                                                              |
| Murmúrio ouvirⓘ                                | - Sinal de submissão - Sinal de status de subordinação                                                     |
| Lamuriar - amostra 1 ouvirⓘ - amostra 2 ouvirⓘ | - Comportamento frustatório - Sinal de submissão - Sinal de aproximação para acasalamento (machos somente) |

Chamadas de média amplitude funcionam durante um curto intervalo ou muitas vezes envolvem situações, tais como frustração ou submissão. As chamadas de baixa amplitude operam geralmente em um intervalo curto, mas também abrangem um maior leque de comunicabilidade.
Lamúrios são altamente variáveis entre os diferentes varecias. Tosse, resmungos, rangidos e gritos agudos só foram observados e estudados no mundo selvagem.
| Chamada                                                                 | Função |
| ----------------------------------------------------------------------- | --- |
| Grunhido listenⓘ                                                        | - Indica agravamento leve                                                                                   |
| Murmúrios baixos - 2 Murmúrios baixos ouvirⓘ - 3 Murmúrios baixosouvirⓘ | - Indica agravamento intenso e excitação máxima do grupo - Excitação do grupo em presença de predator aéreo |
| Miado - Amostra 1 ouvirⓘ - Amostra 2 ouvirⓘ                             | - Contato entre mãe e filho - Usado para estabelecer coordenação do grupo enquanto viajam                   |
| Tosse                                                                   | - Agressão de um macho ou fêmea durante a época de acasalamento                                             |
| Resmungos                                                               | - Adverte a presença de um macho                                                                            |
| Rangidos                                                                | - Sinal de socorro aos filhotes                                                                             |
| Grito agudo                                                             | - Aflição da fêmea                                                                                          |

As chamadas dos varecias variam ligeiramente entre as duas espécies. Na verdade, em cativeiro, tem sido documentado que os varecias-vermelhos compreendem e até mesmo participam das chamadas de alarme de varecias-preto-e-branco. Uma pequena diferença entre os repertórios vocais destas duas espécies está no pulso e a frequência do grito, que é muito mais rápido e alto em varecias-vermelhos do que em varecias-preto-e-branco e ainda é detectável pelo ouvido humano. A diferença nestas vocalizações são apenas interespecíficas, não mostrando sinais de dimorfismo sexual significativo dentro de cada espécie.
Varecias-vermelhos não parecem produzir um murmúrio bem feito. Nos varecias-preto-e-branco, os gritos pulsados algumas vezes são mais baixos e isto serve para acalmar o grupo. Algumas vezes esse grito pulsado é unido com o murmúrio, formando o grito murmúrio-pulsado Ouvirⓘ. Varecias-vermelhos também produzem o grito murmúrio-pulsado, mas eles não conseguem emiti-lo por um longo tempo.

### Criação e reprodução
Ao contrário dos relatórios iniciais da monogamia, varecias no estado selvagem, apresentam um comportamento sazonal de reprodução, com ambos os machos e fêmeas se acasalando com mais de um parceiro dentro de uma única temporada. O acasalamento não é restrito apenas aos membros da comunidade, mas envolve também os membros das comunidades vizinhas. O acasalamento das fêmeas ocorre principalmente com os machos com que elas tem relações de filiação antes da época de acasalamento, embora alguns acasalamentos ocorrem com alguns machos de outras comunidades.
Pouco antes da época de acasalamento começar, as fêmeas apresentam inchaço das glândulas sexuais, que atingem o seu pico por volta da metade do dia 14,8 do ciclo estral. A fisiologia sexual masculina também sofre mudança, com aumento do volume testicular durante o acasalamento, com pico em torno da época de reprodução. Agressões também aumentam durante a época de acasalamento, tanto entre membros do mesmo sexo como entre sexos opostos. Fêmeas foram observadas modendo e agarrando os machos durante a cópula. Ambos os sexos podem aproximar-se dos outros quando a fêmea está no cio. Inicialmente eles rugirão e gritarão uns com os outros. Quando um macho se aproxima de uma fêmea muitas vezes ele abaixa a cabeça e nesse movimento, inspeciona a genitália da fêmea lambendo ou cheirando, e às vezes faz alguns murmúrios. Quando uma fêmea se aproxima de um macho, ela pode se por na posição de montagem (posição para ocorrer a fecundação). Os pares de animais, copulam várias vezes durante a época de acasalamento.
A época de acasalamento vai de maio a julho, durante a estação fria e chuvosa, ocorrendo o nascimento no momento que as frutas são mais abundantes. O período de gestação de varecias é o menor da família Lemuridae, com média de 102 dias (90-106 dias). A gestação no estado selvagem é ligeiramente mais longa do que em cativeiro, com média de 106 dias. Assim como o período de acasalamento ocorre em épocas determinadas, a época de nascimento da prole também é sazonal, e ocorre no fim da estação fria.
Além de um período de gestação anormalmente curto, varecias têm as mesmas características dos pequenos lêmures noturnos, que produzem ninhadas grandes. As ninhadas dos varecias são as maiores da família Lemuridae. Essas ninhadas incluem dois ou três filhotes, apesar de até cinco filhotes já foram relatados. O peso de nascimento em cativeiro está entre 83-101,7 g, na faixa dos 70 aos 140 gramas. Os filhotes dos varecias são altriciais, e nascem com os olhos abertos e uma pele já cheia de pelos.

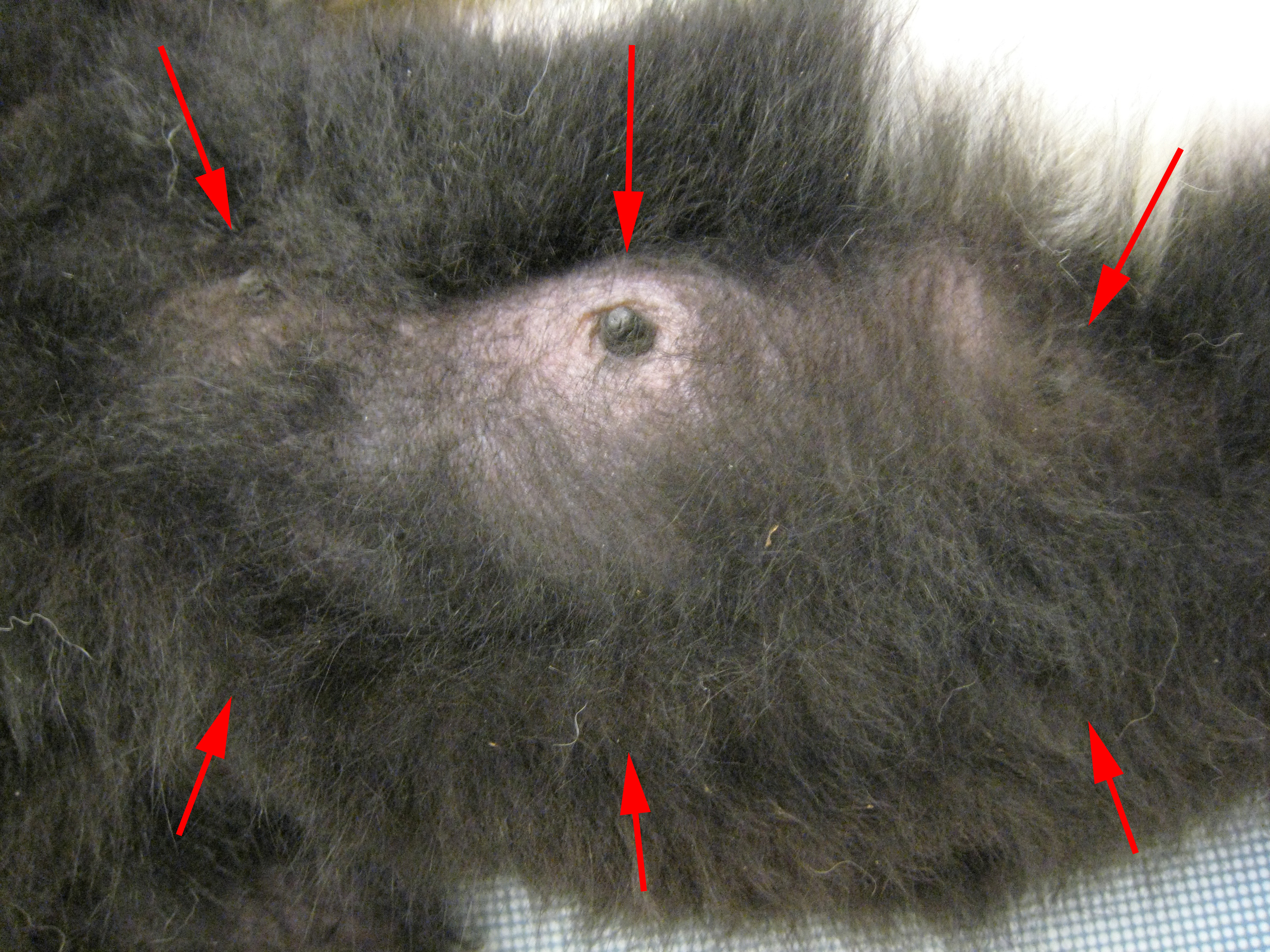
Varecia fêmea e seus três pares de mamas que dão uma grande quantia de leite

Varecias são os únicos primatas conhecidos que construem ninhos em árvores, utilizados exclusivamente para o parto e para a primeira ou segunda semana de vida. Três semanas antes do nascimento, fêmeas começam a construção do ninho com galhos, ramos, folhas e videiras, procurando estes dentro de sua comunidade e também de 10 a 25 metros acima do solo. Os ninhos têm apenas um ponto de entrada aparente, e são rasos e com formato de um prato. Durante as primeiras duas semanas, a mãe é mais solitária e não viaja para longe do ninho, gastando 70-90% do seu tempo com os recém-nascidos (em cativeiro). A fim de encontrar comida, ela vai deixar os bebês sozinhos no ninho ou, vai levá-los em sua boca e colocá-los em locais escondidos no dossel, enquanto ela faz sua caça. Uma vez que este período inicial de desenvolvimento corresponde com o fim da estação fria e seca, que oferece a menor quantidade de frutas, a energia é conservada para a lactação. Com o início da estação quente e chuvosa, aumenta a disponibilidade de frutas, e também aumenta muito bem a lactação, e as fêmeas aumentam suas distância de viagem em busca de alimento, uma vez que não precisam armazenar muita energia.
Ao contrário de outros primatas diurnos, que normalmente carregam seus bebês com eles, mães varecias escondem seus jovens, na folhagem da copa, deixando-os para descansar e ficar em silêncio durante várias horas, enquanto ela caça e realiza outras atividades. As mães continuam a transportar os seus descendentes pela boca, movendo-os um de cada vez. Esta forma de transporte pára geralmente em torno de 2,5 meses de idade, quando os filhotes se tornam pesados para carregar.
Varecias são reprodutores cooperativos, com o cuidado parental, sendo compartilhado por todos os membros da comunidade. Por exemplo, as mães cuidarão da sua prole com outras mães ou deixarão seus filhotes a serem vigiados por outros membros da comunidade. Enquanto a mãe está longe, os membros da comunidade não só vão cuidar e preservar os filhotes das outras mães, mas também gritarão se houver perigo ou se detectarem que algum filhote esteja sozinho. Estas exposições a perigos dentro da comunidade mostram que eles estão todos ligados, e um fato curioso, é que quando um varecia detecta algum perigo e começa a gritar, outros ajudam-o com gritos, chamando a mãe do filhote de volta para a comunidade para cuidar de ser filho. O transporte infantil por outros membros da comunidade também já foi observado. Algumas fêmeas continuam cuidando de um filhote de outra fêmea mesmo na presença dos pais deste, e também já foi observado que alguns varecias adotam filhotes rejeitados pelos pais.
Cuidados paternos foram já documentadas em sociedades de varecias. Durante o desenvolvimento precoce, os machos adultos podem proteger os ninhos das fêmeas, bem como ajudar a cuidar das crianças que foram largadas por outras famílias. Durante a época que as fêmeas começam a carregar seus filhotes para fora do ninho, os machos aliviam o fardo de reprodução das fêmeas, ajudando na proteção, alimentação, brincadeiras, e carregamento (transporte) dos filhotes.
Varecias fêmeas produzem um leite rico em comparação com outros lêmures, e, consequentemente, os seus jovens desenvolvem mais rápido do que os dos outros lêmures. Filhotes se desenvolvem rapidamente, atingindo cerca de 70-75% do peso adulto até a idade de 4 meses. Eles começam a subir e escalar árvores a um mês de idade, avançando até ao ponto de seguir sua mãe e os membros do grupo através do dossel a uma altura de 50 a 100 metros com 2-3 meses de idade. A habilidade total dos adultos é atingida nos 3 ou 4 meses de idade. Socialmente, eles começam a trocar chamadas com sua mãe em 3 semanas, e escolhem sua mãe como parceira de brincadeiras em 75-80% do tempo nos primeiros 3 meses. Participação nos gritos da comunidade e em tons de maiores amplitudes iniciam após os 4 meses, enquanto a marcação de territórios com suas glândulas começam após 6 meses de idade. Filhotes começam a comer alimentos sólidos a partir de cerca de 40 dias - 2 meses com o desmame ocorrendo entre 4 a 6 meses no estado selvagem, embora alguns indivíduos continuaram a mamar até 7 a 8 meses.
A mortalidade infantil é geralmente alta entre os varecias, mas também pode ser altamente variável. Em algumas estações, 65% dos filhotes são incapazes de atingir os 3 meses de idade, possivelmente devido a quedas e lesões, embora em algumas outras estações a mortalidade infantil é nula. Para aqueles que sobrevivem para a idade adulta, a maturidade sexual é atingida dos 18 a 20 meses nas fêmeas e 32 a 48 meses nos machos. A maturidade sexual pode demorar mais para chegar no estado selvagem em relação ao cativeiro. Para as fêmeas, o intervalo entre o nascimento, e o de outro nascimento sucessivo, é de normalmente 1 ano, e em cativeiro, as fêmeas podem manter-se reprodutivamente ativas até os 23 anos de idade. A expectativa de vida para ambas as espécies de varecias é estimada de 36 anos em cativeiro, e é menor no estado selvagem.

## Estado de conservação
Numa terra onde aproximadamente 90% da floresta original foi destruída, varecias estão apenas em uma pequena fração de sua área original. Completamente dependente de grandes árvores frutíferas, esta espécie parece ser flexível para sua escolha de hábito, mas a extração seletiva de madeira, resulta em densidades populacionais significativamente menores.  Embora possam sobreviver em ambientes muito perturbados com baixas densidades populacionais, eles ainda são especialmente vulneráveis à perturbação do habitat. Redução da diversidade genética, em conjunto com a caça, os desastres naturais, depredação e doenças, podem facilmente acabar com populações pequenas.
O varecia-preto-e-branco foi elevado pela IUCN do estado Em perigo(Endangered/EN) para o estado Criticamente em Perigo em 2008. Eles citam que "a espécie sofreu um declínio de 80% durante um período de 27 anos, devido principalmente a uma diminuição da área e qualidade do habitat dentro do alcance conhecido da espécie e devido aos níveis de exploração."
Outra justificativa dada pela IUCN para o estado de Criticamente Ameaçado inclui o seu alcance limitado, a sua restrição apenas para a Península Masoala, e seu risco de perda de habitat e a caça. Esta espécie ocupa um intervalo de não mais que 4.000 km², enquanto a população total selvagem é estimada entre 29.000 e 52.000 indivíduos. Varecias-vermelhos são apenas protegido dentro dos limites do Parque Nacional de Masoala. Historicamente, esta espécie tem sido considerada mais ameaçada devido a sua escala altamente restrita, em comparação com o varecia-preto-e-branco. No entanto, a sua protecção no maior parque nacional da ilha melhorou ligeiramente as suas possibilidades de sobrevivência.
Existem várias organizações envolvidas na conservação do varecia, incluindo o Durrell Wildlife Conservation Trust, o Lemur Conservation Foundation (LCF), a Madagascar Fauna Group (MFG), Monkeyland Primate Sanctuary na África do Sul, Wildlife Trust, e o Duke Lemur Center (DLC ).

### Ameaças na selva
Tal como acontece com outros primatas, uma das principais ameaças para as duas espécies de varecia é a perda de habitat devido ao corte-e-queima para agricultura, exploração madeireira e mineração. Ambas as espécies parecem ser muito sensíveis à exploração madeireira, e talvez os mais vulneráveis dos lêmures que existem na floresta. As madeiras que são usadas para fazer mobílias são as preferidas por varecias, pois tem a base da sua alimentação, que são os frutos, além de ser o meio pelo qual viajam pelo dossel. O corte-e-queima, conhecida localmente como tavy, é praticada sazonalmente na península de Masoala entre outubro e dezembro, e sua prática está se expandindo. Além disso, os bovinos são criados em locais que foram desmatados, inviabilizando a reflorestação do local.
Outra principal ameaça à sobrevivência dos varecias é a caça. Populações humanas locais ainda caçam com armas tradicionais, utilizando-os como fonte de subsistência. Estudos de aldeias na Mata Makira revelaram que a carne de varecias não é apenas um alimento desejado, mas está sendo caçado de forma insustentável. Na península Masoala, as chamadas de varecias-vermelhos ajuda os caçadores a localizá-los. Sobre esta península, são utilizadas armas de fogo, além de armadilhas tradicionais, conhecido como laly. Embora a caça é ilegal, as leis geralmente não são respeitadas e os habitantes locais mostram pouca preocupação com as suas práticas de caça, que ocorrem principalmente entre maio e setembro. A caça é a maior preocupação na península Masoala porque é provável que continue, enquanto a exploração madeireira e corte-e-queima para agricultura existir. Em outras regiões, os caçadores podem matar os varecias em locais onde há suas fontes de alimento favoritas. Por último, estes animais são retirados de seus habitats naturais para mostrar para os turistas e também são vendidos como animais de estimação exóticos.
Ciclones frequentes também representam uma ameaça, particularmente para as populações concentradas ou de pequeno porte. No final de janeiro de 1997, o Ciclone Gretelle destruiu 80% da cobertura florestal de Manombo. Efetivamente destruindo seu habitat, incluindo a maior parte de seus recursos alimentares, os varecias da floresta ampliaram sua dieta, mantendo-se surpreendentemente frugívoras. Os pesos corporais caíram e não foram registrados nascimentos por 4 anos. Este evento demonstrou não só a sua flexibilidade em face das catástrofes naturais, mas também a capacidade reprodutiva e o tamanho da ninhada serem perturbadas por variações ambientais.
Predação na natureza parece ser muito rara para os varecias, provavelmente porque vivem no dossel elevado , o que torna algo desafiador para animais alcançarem-los. Há evidências de predação por aves de rapina, como a Açor de Henst(Accipiter henstii). A Fossa (Cryptoprocta ferox) pode apresentar um risco potencial se verificasse algum varecia vagando pelo solo. Os varecias reintroduzidos no habitat após terem sido criados em cativeiro, foram os únicos mortos por fossas serem inexperientes com predatores. O ato de os varecias fazerem ninhos próximos ao solo representa o maior risco de predação, tornando-as suscetíveis aos mamíferos carnívoros, como o Galidia elegans e o Salanoia concolor.

### A criação em cativeiro e reintrodução
Populações cativas de ambas as espécies de varecia existem em zoológicos americanos e europeus, representando uma salvaguarda contra a extinção. Nos EUA, reprodução em cativeiro é gerida pela Species Survival Plan (SSP), um programa desenvolvido pela Associação de Zoológicos e Aquários (AZA). Embora as populações serem muito limitadas em sua diversidade genética, estas espécies prosperam em cativeiro, tornando-os um candidato ideal para reintrodução no habitat protegido, se estiver disponível. Apesar de a reintrodução ser vista como o último recurso entre os ambientalistas, uma combinação de esforços de conservação in situ, tais como a proteção legal, o ensino público, a difusão dos meios de subsistência sustentáveis, reflorestamento serão o que oferecerá esperança para os varecias. Entretanto, a reintrodução oferece oportunidades de pesquisa e permite a conservação da diversidade genética limitada, mantida pela SSP para melhorar a diversidade genética de populações dos varecias malgaxes.
A libertação de cativos ocorreu pela primeira vez em novembro de 1997, quando cinco varecias-preto-e-branco (Varecia variegata variegata), nascidos nos Estados Unidos foram devolvidos a Madagascar na Reserva Natural de Betampona Strict.  Popularmente conhecida como a Carolina Five, estes indivíduos tinham vivido toda a sua vida no habitat da Duke Lemur Center (DLC). Desde então, mais dois grupos, totalizando 13 nascidos em cativeiro foram reintroduzidos na mesma reserva, uma vez que em novembro de 1998 e novamente em janeiro de 2001. Estes dois últimos grupos também foram recebidos no DLC, em áreas florestadas ao ar livre. Até agora, os resultados têm mostrado algum sucesso, com 10 sobreviventes de mais de um ano, três indivíduos com integração em grupos selvagens, e 4 filhotes terem nascido. Saraf, um macho levado com o primeiro grupo foi informado que está fazendo 7 anos pós-libertação, vivendo em um grupo social com uma fêmea selvagem e seus descendentes. A investigação está em andamento desde o lançamento inicial dos varecias no habitat, como ilustrado no documentário de 1998 da BBC, In the Wild: Operation Lemur with John Cleese. A pesquisa forneceu informações úteis sobre a sua adaptação desses animais à vida na natureza.